# Аджелтэйк
Аджелтэйк (англ. Ajeltake) — населённый пункт на атолле Маджуро в Республике Маршалловы Острова.

## География
Расположен в наиболее узкой юго-западной части атолла Маджуро, являющегося частью цепи островов Ратак.

### Климат
Климат на территории всей южной части архипелага Маршалловы Острова — субэкваториальный.

## Население
В Аджелтэйке на 2006 год проживало 1700 человек.